# 吉田理恵
吉田 理恵（よしだ りえ、1983年4月30日 - ）は、日本のフリーアナウンサー。シー・フォルダ所属。元北海道テレビ放送 (HTB) の女性アナウンサー。身長160cm。

## 人物
東京都西東京市出身。血液型A型 (RH+)、共立女子中学校・高等学校、成城大学法学部法律学科卒業。2006年北海道テレビ放送入社、同期入社は柳田知秀。
2012年3月末退社し、同年5月よりシー・フォルダに所属。フリーアナウンサーとして活動している。
2014年7月28日に結婚、2015年1月に妊娠8カ月を公表し、2年3ヶ月務めた日テレNEWS24のキャスターを卒業した。

## 出演番組
産休中のため無し。

## 過去の出演番組

### 北海道テレビ時代
- ハナタレナックス（準レギュラー、2007年11月15日 - ） - 進行役
- おは天 （ - 2010年3月）
- ワンサカ!（ - 2010年3月)
- 情報サプリ!（ - 2011年3月）
- ほんわかどようび（ - 2011年3月）
- イチオシ!モーニング（※土曜日のみ、メインキャスター 2011年4月2日 - 2012年3月24日)
- 情報マルシェ!（2011年4月1日 - ）
- らぢおHTB（不定期出演 番組は毎月最終日曜日 19:00 - 20:00 AIR-G'）※AIR-G（エフエム北海道）とHTBのコラボレーション番組。
- HTBニュース（不定期）
- HTBノンフィクション - ナレーション（不定期）
- 北海道 朝まで生討論 - 司会

### その他
- 日テレNEWS24「タイムライン」（月・木・金曜）
- 片山右京の02 POSITION（テレビ埼玉・テレビ神奈川・チバテレ、2013年4月 - 9月）
- 日テレNEWS24 (CS)（キャスター、2012年10月5日 - 2015年1月29日）
  - 水曜
    - 朝いちニュース
    - まーけっとNavi&ニュース

  - 木曜
    - 午後いちニュース（祝日の場合はニュース30）
    - ニュース30+ 〜政治＆マーケット解説〜（祝日の場合はニュース30+）
    - 新着!エクスプレス30+ 〜政治＆マーケット解説〜（祝日の場合は新着!エクスプレス30+）